# Geistertanz

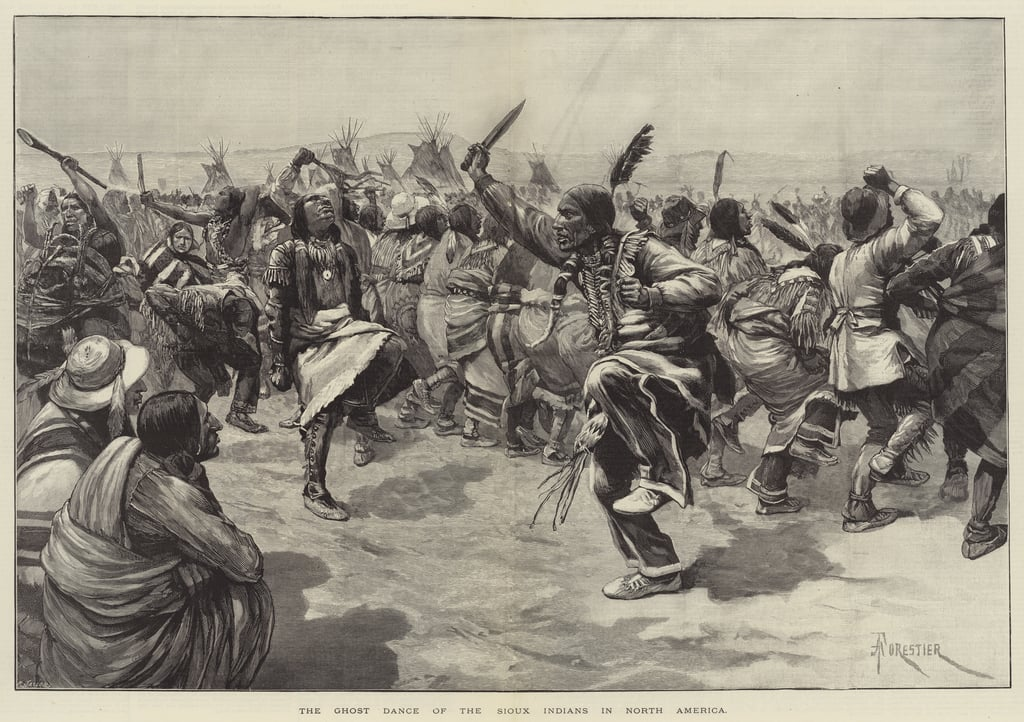
Sioux Ghost Dance, James Penny Boyd, 1836–1910

Der Geistertanz war ein religiöser Krisenkult etlicher Indianervölker des nordamerikanischen Westens, der in zwei Ausprägungen um  1870 und um 1890 stattfand. Er führte indirekt zum Massaker von Wounded Knee, das als Endpunkt der Indianerkriege in den USA gilt.
Die Geistertanzbewegung steht in der spirituellen Tradition der Trancetänze nordamerikanischer Ureinwohner und stellt eine letzte, weitgehend friedliche soziale Bewegung der Besiegten gegen die Unterwerfung und Zerstörung ihrer Lebensgrundlagen und traditionellen Kulturen dar. Er war nur eine von vielen, letztlich erfolglosen Restaurationsbemühungen, erreichte aber die größte Popularität und gilt deshalb heute in der allgemeinen Wahrnehmung irrtümlich als fester Bestandteil bestimmter indianischer Religionen und Kulturen.

## Erster Geistertanz
In den 1870er Jahren erlebte der als Seher und Prophet geltende Wodziwob – ein Mitglied des im heutigen Bundesstaat Nevada beheimateten Stammes der Paviotso – bei einer Trance eine Vision, bei der ihm die Geister der Ahnen  versprachen, dass die alten Zeiten und mit ihnen die traditionelle Lebensweise zurückkehren würden, wenn die indianischen Völker den Geistertanz tanzen würden. Dann würde sich die Erde in ein Paradies verwandeln und die weißen Eroberer würden durch eine große Flut oder ein Feuer eliminiert werden.
Für den Geistertanz wurde ein Kreis aus Männern und Frauen gebildet, bei denen sich die Beteiligten an den Händen hielten und zum stetigen Schlag der Trommeln die vorgeschriebenen Geistertanzlieder – eine Folge von monotonen Beschwörungen – intonierten. Durch gleichzeitige Seitwärtsschritte der Tänzer setzte sich der ganze Kreis in Bewegung. Der Tanz dauerte mehrere Tage lang. Er erinnert damit etwa an die ausdauernden Büffeltänze, in denen Männer und Heranwachsende tagelang unter Anleitung von Schamanen bis zur völligen Erschöpfung tanzten, um die Wiederkehr der zweimal im Jahr wandernden Büffelherden zu sichern, die die wichtigste Lebensgrundlage der Prärie-Indianer bildeten.
Durch die monotone rhythmische Trommelbegleitung, die gleichförmigen Bewegungen und die immer gleichen gesungenen Beschwörungen wurde nahe der völligen Erschöpfung ein tranceartiger Zustand erreicht, durch den den Lebenden das Betreten der Geisterwelt ermöglicht werden sollte. Die damit verbundene Verschmelzung von Diesseits und Jenseits würde letztlich dazu führen, dass die Toten zurückkehren konnten.
Inhalt und Versprechen des Geistertanzes fiel in der Zeit des Niedergangs auf fruchtbaren Boden. Die Idee verbreitete sich Ende der 1860er-Jahre sehr schnell und führte zu einer stark motivierten religiösen Bewegung. Sie erreichte von Nevada aus Kalifornien und Oregon. Jeder Stamm schuf seine eigenen Elemente und Interpretationen des Tanzes. Die ursprüngliche Prophezeiung wurde mit deren Verbreitung durch weitere ergänzt.
Manchmal vereinte ein Tanz 5.000 bis 6.000 Angehörige unterschiedlicher Stämme. Trotzdem kann nicht von einem panindianischen Kult gesprochen werden, da sich nicht alle Ethnien dem Geistertanz anschlossen.
Die erste Welle des Geistertanzes endete ca. 1872, nachdem der Initiator Wodzivob die Idee widerrufen hatte und die Tänze letztlich auch erfolglos blieben.

## Zweiter Geistertanz

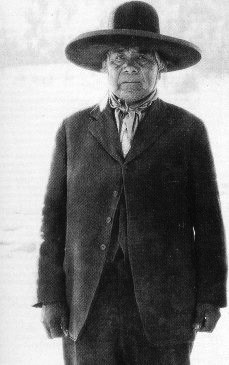
Wovoka

Um 1890 – rund 20 Jahre später – erlebte der Geistertanz eine Renaissance. Wieder lag der Ursprung bei den Paviotso. Diesmal war es Wovoka, ein Mann vom Stamm der Paiute, der die Idee wiederbelebte. Sein Vater war möglicherweise einer der Nachfolger von Wodziwob und gab spirituelle Erkenntnisse an seinen Sohn weiter. Unter dem Namen Jack Wilson arbeitete er seit dem achten Lebensjahr auf einer Ranch strenggläubiger Mormonen, von denen er auch erzogen wurde. Derartig geprägt, übernahm er auch christliche Elemente wie die Apostel-Idee in den Geistertanz, um erneut für seine Ausbreitung zu sorgen.
Die Prophezeiung ähnelte im Grundsatz der ersten von 1870: Die Zeit würde kommen, wo sich die lebenden und toten Indianer vereinigen würden, um zusammen glücklich zu leben – ohne Tod, Unglück und Elend. Die riesigen Bisonherden würden wiederkehren.
Der erste Geistertanz wurde im Januar 1889 in der Walker River Paiute Reservation zelebriert. Nach Wovokas Weisungen hielten Männer und Frauen sich an den Händen und tanzten in langsamen Schritten nach links im Kreis. Während des Tanzes sangen sie Lieder von Wovokas Träumen und den Tieren, deren Geister ihnen Schutz gewährten. Die Tänze dauerten sechs Tage und Nächte und wurden alle sechs Wochen wiederholt. Danach nahmen alle Teilnehmer ein Bad. Die Kleidung bestand aus einem einfachen Leder- oder Baumwollhemd, dem „Geistertanzhemd“, das unverwundbar machen sollte. Jeder Teilnehmer bemalte es mit den Zeichen seiner Visionen; meistens Sterne, Mondsicheln und Donnervögel. Die Kanten der viereckig eingesetzten Ärmel und die Nähte waren wie bei der alten Lederkleidung meist ausgefranst, zusätzlich wurden die Hemden mit einzelnen Federn geschmückt.
Der 1890er-Geistertanz breitete sich ebenfalls zuerst nach Kalifornien und Oregon aus, fand dann aber auch darüber hinaus in Idaho, Montana, Utah, Wyoming, Colorado, Nord- und Süd-Dakota bis hin nach Nebraska, Kansas, Oklahoma und Kanada viele Anhänger. Im Vergleich zum ersten Geistertanz erfasste er diesmal auch die Stämme der Plains und einige des Südwestens. Wieder wandelten sich mit der Verbreitung einige Tanzelemente und die Inhalte der Prophezeiungen, je nach Kultur und Mythologie der jeweiligen Ethnien.
Die zweite Geistertanzbewegung dauerte einige Jahre länger als die erste, fand jedoch ebenfalls ein abruptes Ende: Die nach ihrer Niederlage und Unterwerfung durch die Weißen in den Reservaten von South Dakota lebenden Lakota (Sioux) hatten die Bewegung übernommen und um weitere christliche Elemente wie den Erlösergedanken erweitert. Die ihres Landes beraubten Prärie-Indianer, die durch die Vernichtung der Büffelherden ihre Lebensgrundlage verloren hatten, lebten in den Reservaten unter schlechten Bedingungen. Die nomadisierende Stammesgesellschaft, in der Gruppen und Familienverbände in Zeltdörfern auf Wanderschaft zusammenlebten, befand sich durch die erzwungene Sesshaftmachung in Einzelfamilien nach europäischem Muster in Auflösung. Angesehene Häuptlinge wie Tashunka Witko (engl. Crazy Horse) wurden ermordet oder hatten sich den Siegern unterworfen. Die einstigen Jäger und Sammler waren von Lebensmittel-Lieferungen durch die Reservatsbehörden abhängig, die oft ausblieben und von schlechter Qualität waren. Hunger, Krankheiten, ungewohnte Nahrung, erzwungene Sesshaftigkeit und Untätigkeit führten zur kulturellen Entwurzelung der Lakota. In diesem Klima konnte sich der Geistertanz nicht nur leicht ausbreiten, sondern leistete neuen Widerstandsgedanken Vorschub. So trugen viele Tänzer stark bemalte Geistertanzhemden, die sie angeblich gegen die Kugeln aus Gewehren der Weißen schützen konnten. Die Vision, der Geistertanz würde die Weißen hinwegfegen, wurde offen ausgesprochen.
Nachdem der Geistertanz im April 1890 in den Lakota-Reservaten begonnen hatte und von einigen weiterhin angesehenen Anführern wie etwa Sitting Bull propagiert wurde, traten Spannungen auf. Die Reservatsbehörden sahen die Massenbewegung als politischen und religiösen Protest der 25.000 in Reservaten lebenden Sioux an und reagierten mit Zwangsmaßnahmen, um einen möglicherweise drohenden Aufstand bereits im Vorfeld zu ersticken.

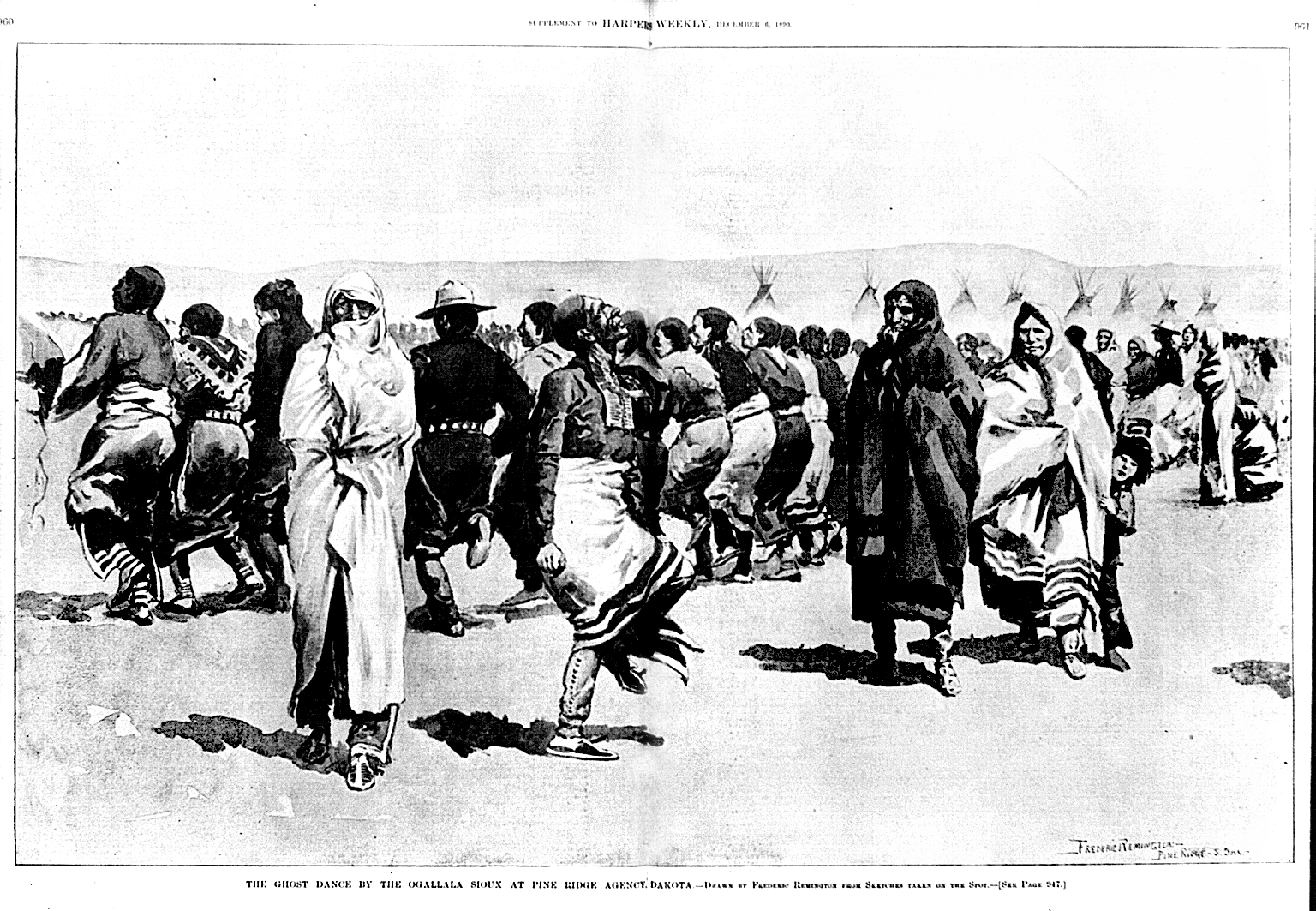
Geistertanz bei den Oglala-Lakota in der Pine Ridge Reservation

Präsident Benjamin Harrison ordnete eine Untersuchung durch die Armee an und veranlasste die Einschränkung der Essensrationen für unkooperative Indianer, was die Spannungen weiter verschärfte. James McLaughlin, Verwalter der Standing Rock Reservation, in der Sitting Bull lebte, hatte die Geistertänzer schon länger mit Argwohn betrachtet und befürchtete einen Aufstand. Sitting Bull, der sich mit kämpferischen Worten geweigert hatte, die Bewegung zu verbieten, und als einer ihrer Führer galt, sollte durch die Stammespolizei in wohlüberlegter Provokation am 15. Dezember 1890 verhaftet werden. Als seine Getreuen gegen die grobe Behandlung des alten Mannes Widerstand leisteten, wurde Sitting Bull von dem Indianer-Sergeant Red Tomahawk durch einen Kopfschuss getötet. Außer ihm starben weitere 14 Menschen: fünf Stammes-Polizisten und sieben Anhänger des alten Häuptlings, darunter auch Sitting Bulls 14-jähriger Sohn. Beim Abtransport wurde Sitting Bulls Leiche durch den Bruder eines getöteten Polizisten geschändet. Die Verweigerung der Beerdigung auf dem christlichen Friedhof sorgte für weiteren Unmut. Der tote Häuptling wurde schließlich auf dem Friedhof von Fort Yates in einer einfachen Holzkiste begraben.
Viele Lakota, darunter viele Geistertänzer, flohen in die nahegelegenen Badlands. Unter den Flüchtenden befand sich auch Häuptling Big Foot mit Geistertanzanhängern aus der Cheyenne River Reservation. Die Armee verfolgte Big Foot und seine Leute und stellte sie. Der als friedlich geltende Big Foot ergab sich und die Gruppe sollte in die Pine Ridge Reservation überführt werden. Am 29. Dezember 1890 sollte Big Foots Gruppe in der Nähe des Wounded Knee Creek entwaffnet werden. Dabei fiel ein Schuss, wahrscheinlich versehentlich auf Seiten der Indianer. Die Soldaten der 7. Kavallerie schossen daraufhin wahllos auf die wehrlosen Indianer und verübten ein Massaker an Männern, Frauen und Kindern. Selbst nach Stunden wurden noch Verwundete getötet. Sogar die Pferde der toten Indianer wurden erschossen. Insgesamt starben an diesem Tag zwischen 150 und 300 Indianer.